# Deporte en Venezuela
El deporte en Venezuela está dominado principalmente por el béisbol, el baloncesto, el fútbol, el voleibol, el boxeo, el surf y la halterofilia. Además cuenta con deportes autóctonos como lo son: el coleo de toros y las bolas criollas.
Los toros coleados en Venezuela es el deporte cultural no oficial del país, representa las raíces del venezolano y su cultura llanera 

## Artes marciales mixtas
Como en la mayoría de los países sudamericanos, la historia de las artes marciales mixtas (MMA) en Venezuela es reciente. Entre los peleadores más destacados se encuentran Mauricio Partida y Erik Silva, campeones mundiales de peso gallo y pluma, respectivamente, en la LUX Fight League. Además, el país ha exportado algunos peleadores a la Ultimate Fighting Championship (UFC), tales como el propio Silva, Verónica Hardy, Máximo Blanco y Omar Morales.
La Federación Venezolana de Artes Marciales Mixtas (FEVAMM) está afiliada a la IMMAF.

## Béisbol

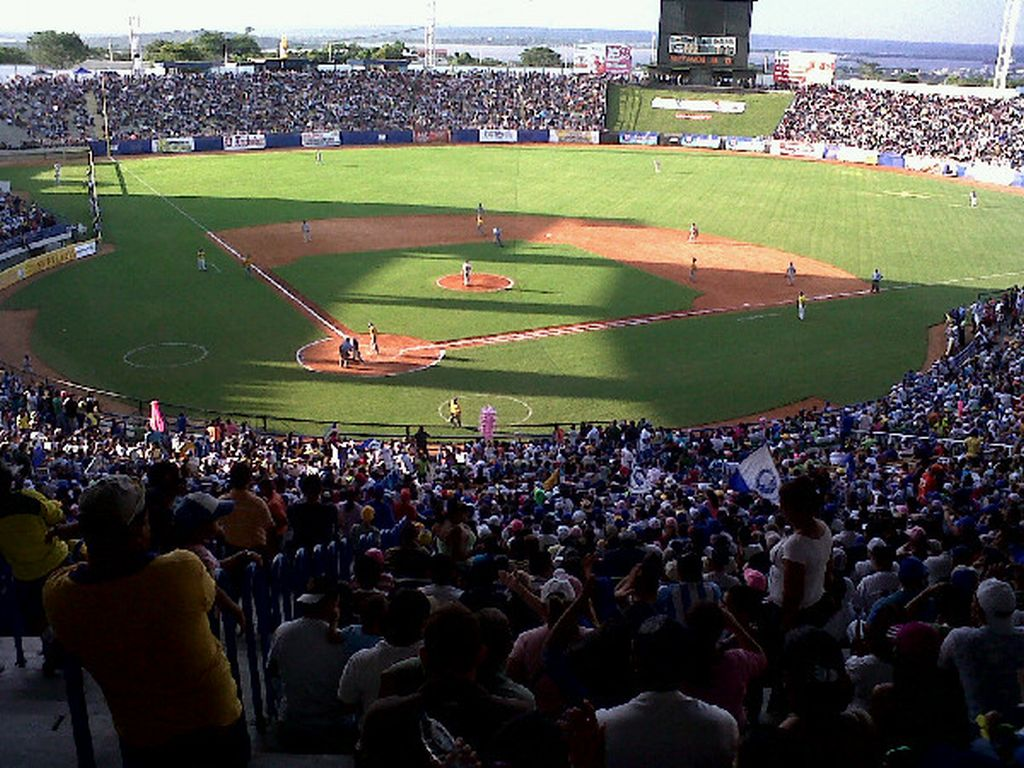
Vista de un partido de Béisbol, en el Estadio La Ceiba de Ciudad Guayana

El béisbol es considerado el deporte más popular en Venezuela. Hoy en día muchísimos peloteros venezolanos juegan en las Grandes Ligas y varios son considerados superestrellas. Los campeonatos más destacados son la Liga Venezolana de Béisbol Profesional en el periodo de invierno (desde octubre hasta enero) y la Liga Mayor de Béisbol Profesional durante el verano (desde julio hasta septiembre). Cabe destacar que Venezuela es la máxima potencia en béisbol de América del Sur.
La Liga Venezolana de Béisbol Profesional (LVBP) es la de mayor nivel profesional en Venezuela. Los equipos participantes son: Águilas del Zulia, Bravos de Margarita, Cardenales de Lara, Caribes de Anzoátegui, Leones del Caracas, Navegantes del Magallanes, Tiburones de La Guaira y Tigres de Aragua. El campeón de esta liga representa al país en la Serie del Caribe, en donde se mide con los equipos ganadores de las ligas de Cuba, México, República Dominicana y Puerto Rico torneo en el cual los equipos venezolanos han ganado 8 veces: Leones 2 (1982 y 2006), Magallanes 2 (1970 y 1979), Águilas 2 (1984 y 1989), Tigres 1 (2009) y Tiburones 1 (2024).
La Liga Mayor de Beisbol Profesional (LMBP) fue creada para ofrecer una alternativa a los beisbolistas que tenían pocas posibilidades de jugar fuera de Venezuela durante los meses que se encuentra inactiva la Liga Venezolana de Béisbol Profesional y para consolidar la práctica del béisbol en otras regiones de Venezuela. También ha servido de escenario para los peloteros veteranos que desean alargar su trayectoria deportiva.
La Liga Paralela es una competición que se realiza paralelamente con el campeonato de la Liga Venezolana de Béisbol Profesional durante los meses de invierno.
A nivel de selecciones de béisbol, Venezuela ganó la Copa Mundial de Béisbol 3 veces en los años 1941,1944 y 1945 respectivamente, 1 Copa Mundial de Béisbol Sub-23 conseguida en el 2021 y otra lograda en la categoría Sub-15 en el año 2012, todas organizadas y reconocidas por la Confederación Mundial de Béisbol y Sóftbol
También obtuvo un tercer lugar en el Clásico Mundial de Béisbol 2009.

## Baloncesto

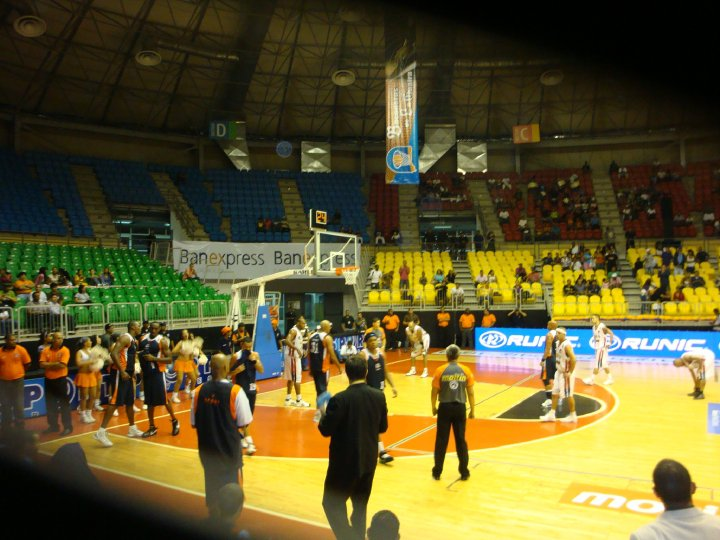
Juego en el Domo José María Vargas de equipos pertenecientes a la Liga Profesional de Baloncesto de Venezuela.

El baloncesto es considerado el segundo deporte más popular del país, después del béisbol, disputándose todos los años la Liga Profesional de Baloncesto de Venezuela (LPB), siendo esta la de mayor competitividad y categoría, conformada por 10 equipos: Cocodrilos de Caracas, Guaiqueríes de Margarita, Trotamundos de Carabobo, Panteras de Miranda, Marinos de Anzoátegui (antes Marinos de Oriente), Gaiteros del Zulia, Guaros de Lara, Toros de Aragua, y a partir de 2008: Gigantes de Guayana y Bucaneros de La Guaira(estos 2 equipos fueron aceptados el 4 de octubre de 2007) además de jugarse la Liga Nacional de Baloncesto de Venezuela que se juega en paralelo a la primera y posee dos divisiones: Centro-Occidental y Centro-Oriental.
En el baloncesto, no cabe la menor duda, que la hazaña más importante de un quinteto venezolano ha sido la alcanzada en el Torneo de las Américas 2015 al quedar campeones ante el elenco de Argentina luego de vencer en semifinales al favorito del torneo Canadá. El otro momento memorable para el baloncesto venezolano fue en el Torneo de las Américas de Portland 1992, cuando el elenco nacional obtuvo el segundo lugar en el Torneo Preolímpico. Se enfrentaría al primer Dream Team de Estados Unidos en la final del Torneo de las Américas. Cayendo ante Estados Unidos 127 a 80, para alzarse con la medalla de plata de la cita preolímpica. El entrenador de Venezuela, el boricua Julio Toro, señaló en esa oportunidad que Venezuela era el mejor quinteto del continente, pues los astros (jugadores profesionales de la NBA) de Estados Unidos estaban "en otra galaxia".
En cuanto al Campeonato Sudamericano de Básquetbol, Venezuela ha obtenido tres campeonatos, tres subcampeonatos y cinco terceros lugares, situándose así en el cuarto lugar del palmarés.
La más reciente hazaña del baloncesto venezolano, fue la lograda por el equipo profesional Guaros de Lara en 2016, conquistando el campeonato de la Liga de las Américas, luego de vencer en la final del torneo al Baurú de Brasil en la ciudad de Barquisimeto. De esta manera, Guaros de Lara se convirtió en el primer equipo venezolano en ganar la Liga de las Américas de baloncesto, y en el segundo equipo venezolano (junto con Trotamundos de Carabobo) en ganar un torneo de magnitud internacional. Posteriormente en Frankfurt, Alemania, Guaros de Lara conquistó la Copa Intercontinental FIBA 2016 al vencer a su similar alemán el Fraport Skyliners, con marcador de 74-69, logrando un hito en la historia del baloncesto venezolano.

## Boxeo
Entre los más destacados boxeadores que ha dado Venezuela se encuentra el campeón mundial Félix Machado en el súper gallo. Machado fue poseedor de la corona mundial pluma de la FIB, derrotando a Julio Gamboa el 22 de julio de 2000 por el título vacante. Actualmente reside en Bolívar, Venezuela. El experimentado gladiador bolivarense, disputó su última pelea en noviembre del 2019.

## Ciclismo
Al igual que en Colombia, el ciclismo goza de popularidad en Venezuela pero sin el nivel mediático que tiene este deporte en el país vecino. Las competencias más importantes del país son la Vuelta a Venezuela y la Vuelta al Táchira, estado donde se vive gran parte de la pasión del ciclismo venezolano; sin embargo, las dos competencias son de carácter amateur, por lo cual no tienen mucha relevancia en el circuito internacional pese a estar incluidas en el calendario del UCI America Tour, y también pese a mantener una constante rivalidad con ciclistas y equipos de Colombia, la potencia ciclística de Latinoamérica. Varios de los mejores ciclistas del país han realizado parte de su carrera profesional en Europa, destacando a Leonardo Sierra, Omar Pumar, Unai Etxebarría y José Rujano, este último el más exitoso quedando tercero en la general del Giro de Italia 2005, hecho inédito en la historia del ciclismo venezolano, ganando además en la misma competencia la clasificación de la montaña. También suele pasar que ciclistas venezolanos emigren a otros países para hacer su carrera profesional.

## Deportes a motor

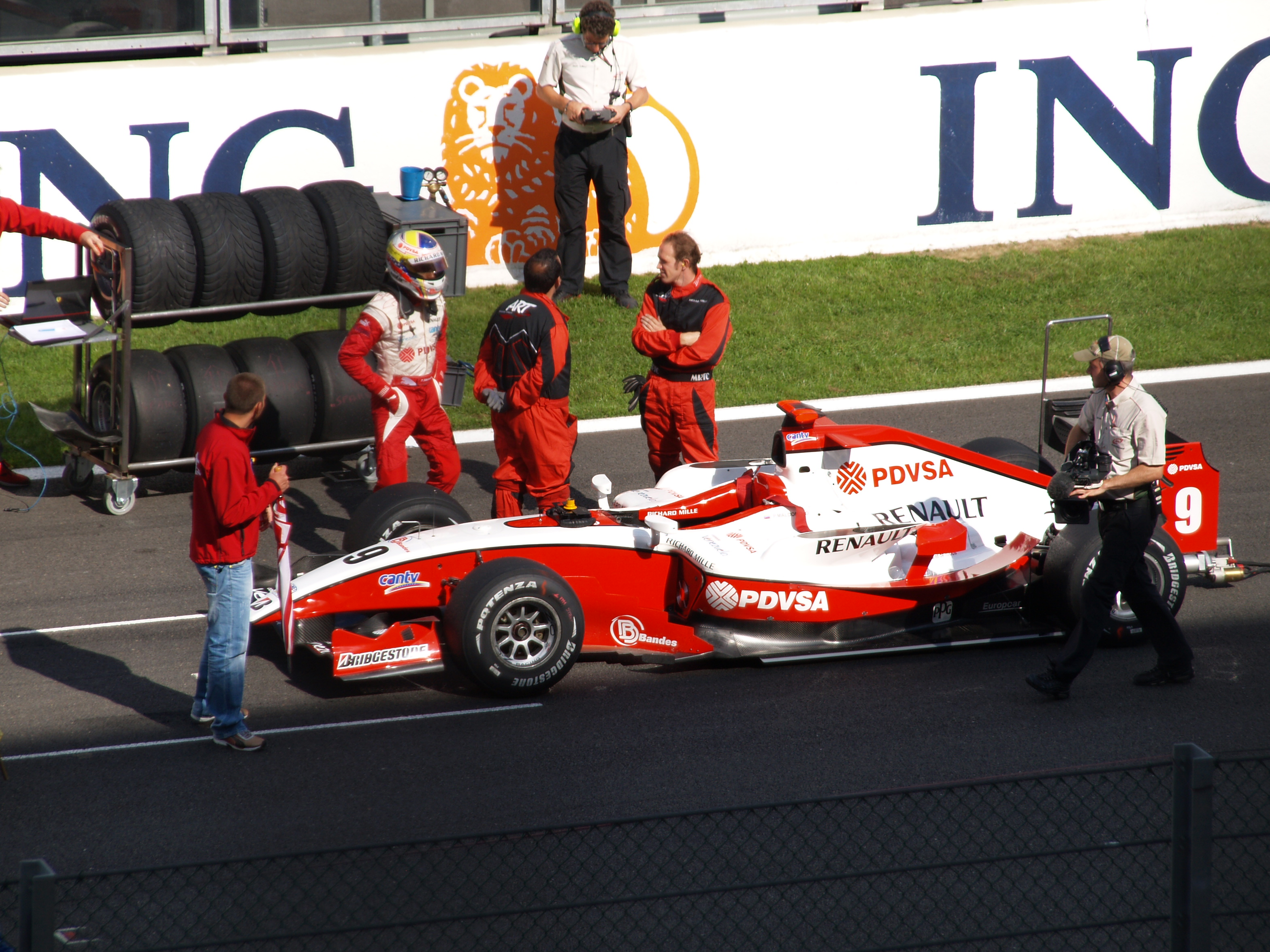
El piloto de carreras Pastor Maldonado, primer venezolano campeón de la GP2 y primero en ganar una carrera de F1.

En los deportes a motor, el piloto venezolano más destacado ha sido Johnny Cecotto. A los diecinueve años de edad, se convirtió en el campeón mundial más joven en la historia del motociclismo al ganar el Gran Premio de Francia en 350cc y luego agregó el Campeonato Mundial de 750cc a sus títulos. En esta disciplina también destaca Carlos Lavado, dos veces campeón en la categoría de 250cc.
En la Fórmula 1, Cecotto tomó parte en 23 grandes premios habiendo sido compañero de Ayrton Senna. Pastor Maldonado participó con éxito en diversos premios de la GP2 Series, categoría antesala a la Fórmula 1, obteniendo su logro más importante en 2010 cuando consiguió ser el primer venezolano en convertirse en Campeón de la GP2 con un total de 6 grandes premios, siendo plusmarquista de la categoría. Luego de esto Maldonado fue piloto de Fórmula 1, corriendo para la escudería Lotus F1 Team y anteriormente para Williams, donde consiguió una victoria en el Gran Premio de España de 2012, siendo el primer venezolano en ganar un Gran Premio de F1.
Ernesto Viso y Milka Duno han corrido en la IndyCar Series, y Johnny Cecotto, Jr. compite en el campeonato de Fórmula 2.
Por otra parte, entre 1977 y 1979, Venezuela albergó una fecha del Campeonato del Mundo de Motociclismo con el Gran Premio de Venezuela; las tres ediciones se disputaron en el Autódromo Internacional de San Carlos.

## Flag football
El Flag football es una modalidad de fútbol americano o canadiense que se juega en Venezuela. Es dirigido por la Asociación Venezolana de Flag Football (AVFF). Varios equipos de Carabobo, Distrito Capital, Zulia y Aragua están inscritos en la AVFF.

## Fútbol

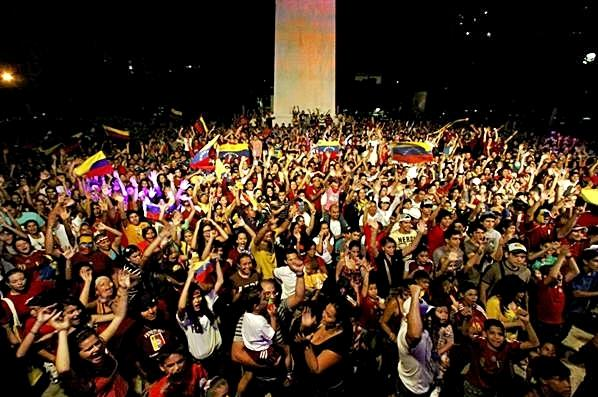
Fanáticos de la Selección Nacional de Venezuela viendo un partido de la Vinotinto.

El Fútbol en Venezuela tiene larga tradición en la capital del país, Caracas, donde empezaron a conformarse los primeros equipos desde el año 1902 y en las regiones de los Andes. A principios del siglo XXI comenzó una campaña para la difusión del deporte por todo el país. Actualmente se disputan torneos profesionales de primera división con 18 equipos y uno de segunda división. Los medios de comunicación han contribuido con la expansión de este deporte al publicitar y transmitir todos los partidos de la Selección de fútbol de Venezuela y buena parte de los encuentros de la primera división, por su parte canales de televisión regional transmiten los partidos de equipos de segunda división.
Los equipos que disputan el torneo de la Primera División de Venezuela son: Deportivo Lara, Aragua FC, Atlético Venezuela, Caracas Fútbol Club, Carabobo FC, Estudiantes de Caracas, Estudiantes de Mérida Fútbol Club, Deportivo Anzoátegui, Deportivo Táchira, Deportivo La Guaira, Tucanes de Amazonas, Mineros de Guayana, Metropolitanos FC, Ureña SC, Trujillanos FC, Petare FC, Portuguesa FC, Llaneros de Guanare, El Vigía FC, Zamora FC y Zulia FC, el campeón y sub- campeón (o segundo mejor en puntaje, de la tabla acumulada) del campeonato nacional tienen pase directo (para representar a Venezuela) a la fase de grupos de la Copa Libertadores de América, y el tercero mejor en puntaje de la tabla acumulada obtiene el pase a la fase previa de la Copa Libertadores de América; el cuarto y quinto mejor equipo en la tabla acumulada, obtiene el pase a la Copa Sudamericana, a partir del año 2010 Venezuela obtuvo otro cupo a la Copa Sudamérica, el cual se le da al campeón absoluto de la Primera División de Venezuela.
Cabe destacar, que también se realiza un torneo de nivelación, donde participan equipos de la Primera División, Segunda División A y Segunda División B y Tercera División, este torneo se denomina Copa Venezuela, el ganador de esta copa, tiene el otro pase a la Copa Sudamericana para representar a Venezuela.
El primer partido de fútbol organizado en la historia de Venezuela se efectuó el 16 de julio de 1876 en la población de El Callao, estado Bolívar.
La Federación Venezolana de Fútbol (FVF), se fundó en el año 1926 y se incorporó a la Confederación Sudamericana de Fútbol en el año 1952.
Luego de la realización, por primera vez en la historia, entre junio y julio de 2007, de la Copa América en 9 sedes de Venezuela, la Liga de Fútbol Profesional decidió una expansión de 12 a 18 equipos que hasta los momentos ha resultado exitosa, con una asistencia promedio a los estadios de 30 mil personas por jornada, siendo las mejores plazas Caracas, San Cristóbal y Puerto Ordaz.
En 2011, la Vinotinto obtuvo el cuarto lugar en la Copa América celebrada en Argentina siendo este el mayor logro de la selección de mayores. No obstante, el mayor éxito del fútbol venezolano fue el segundo puesto conseguido en la Copa Mundial de Fútbol Sub-20 de 2017.

## Fútbol sala

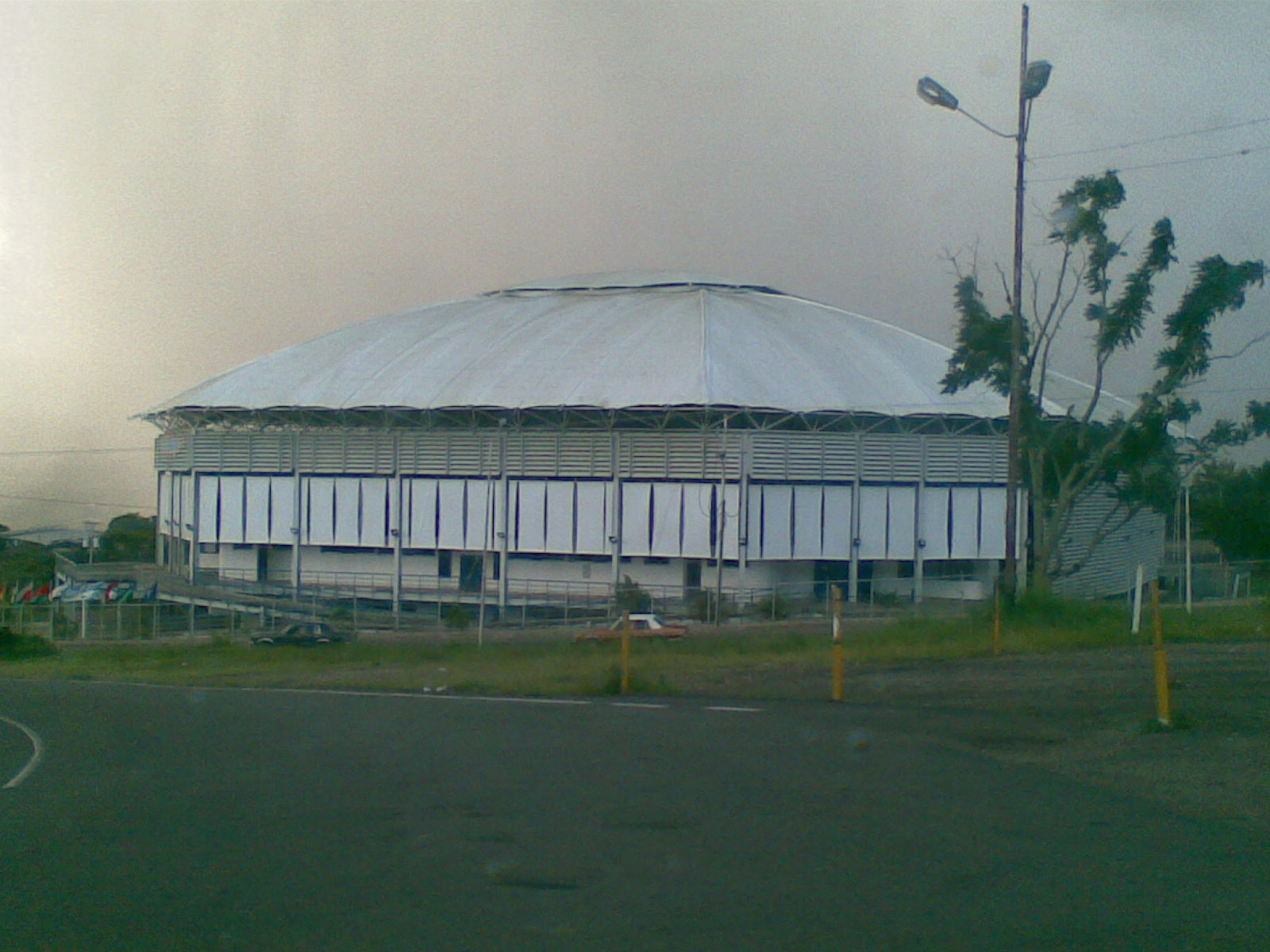
Vista del gimnasio Campeones Mundiales del 97

En él fútbol sala en Venezuela ha cosechado grandes logros como la conquista del Campeonato Mundial de futsal de la FIFUSA 1997 de mayores.
En la primera ronda la selección demostró una efectividad goleadora al debutar con marcador de 25-0 sobre el combinado estadounidense. Luego, derrotó a la República Checa con marcador final 4-2. Ya para el último partido de la ronda, Venezuela estaba a un paso de la siguiente ronda, por lo cual debería buscar el saldo positivo ante el combinado de Argentina. El resultado se dio y Venezuela avanzó a la segunda ronda ganándole a Argentina por 7-3.
En la segunda ronda, Venezuela fue sorprendida por Bielorrusia al caer derrotada 2-3. El próximo partido fue ante Portugal a la que la selección nacional venezolana derrotó 7-0. Con esto Venezuela avanzó a los cuartos de final. En el sorteo, Venezuela quedó emparejada con la selección de Argentina por lo cual los gauchos buscaban la venganza, pero siendo nuevamente el conjunto venezolano vencedor por marcador 3-1. Venezuela quedó entre los cuatro mejores equipos del torneo, y esta vez su rival sería la selección de Brasil. El marcador anterior se repitió y Venezuela ganó con marcador de 3-1. La final sería contra la selección de Uruguay a la cual el conjunto venezolano derrotó con marcador final de 4-0, lo cual sería el logro más importante que ha conseguido algún otro combinado venezolano.
Debido a este logro, hay un gimnasio en su honor llamado Campeones Mundiales del 97, ubicado en el estado Táchira.

## Golf
El jugador de golf más destacado del país es Jhonattan Vegas, único jugador venezolano en lograr un triunfo en el PGA Tour estadounidense (ha logrado tres victorias en dicho circuito).

## Rugby
Es un deporte practicado principalmente en las universidades. No es tan popular en Venezuela como el béisbol, el fútbol o el baloncesto. Hay equipos masculinos y femeninos distribuidos por todo el país. El torneo local de clubes comienza en septiembre y termina en julio, jugándose sobre todo los fines de semana. La selección nacional ha ganado el Sudamericano de Rugby B en 2003 y 2011, pero nunca ha podido clasificar para la Copa del Mundo de Rugby.

## Voleibol
La Federación Venezolana de Voleibol fue fundada el 29 de junio de 1937, antes de ese año el deporte tenía poca importancia. es una disciplina practicada actualmente en todo el país, a pesar de que por mucho tiempo no contó con una liga profesional y muchos de los jugadores de la selección nacional tuvieron que jugar en el extranjero, Venezuela ha destacado en este deporte en Juegos Centroamericanos y del Caribe, Bolivarianos, Sudamericanos y Panamericanos.
En 2003 la selección masculina de Venezuela consigue la medalla de oro en los Juegos Panamericanos, en 2008 por primera vez tanto la selección femenina como la masculina logran clasificar a los Juegos Olímpicos (que en ese año se realizaron en Pekín, China).
A partir de 2011 la Federación Venezolana de Voleibol organiza en conjunto con una serie de organismos públicos y privados y con 8 equipos la Súper Liga Venezolana de Voleibol, la máxima competencia profesional de ese deporte en Venezuela.

## Tenis
A nivel de selecciones Venezuela alcanzó la final del Grupo Americano en la Copa Davis en 1960 y 1963, y más recientemente, también las eliminatorias del Grupo Mundial en 1995 y 2002. Sus jugadores más emblemáticos han sido: Nicolás Pereira, Maurice Ruah, Jimmy Szymansk, Iñaki Calvo, Iyo Pimentel, Jorge Andrew y José Antonio de Armas.
En cuanto al circuito profesional el más destacado ha sido Nicolás Pereira #74 del Mundo, ganador de dos torneos del circuito, así como campeón mundial juvenil al ganar 3 de 4 Grand Slams. María Alejandra Vento #26 del Mundo ganadora de 4 torneos WTA y 2 ITF en dobles y 7 ITF en sencillos, seguida de Milagros Sequera #48 del Mundo y ganadora de 1 torneo WTA y 11 ITF en sencillos y 3 WTA y 18 ITF en dobles.

## Venezuela en los Juegos Olímpicos
Venezuela se ubica en el séptimo lugar en el medallero olímpico de América Latina.

### Medallas
| #  | Juegos                                  | Atletas | Oro | Plata | Bronce | Total | Posición |
| -- | --------------------------------------- | ------- | --- | ----- | ------ | ----- | -------- |
| 14 | Juegos Olímpicos de Londres 1948        | 1       | 0   | 0     | 0      | 0     |          |
| 15 | Juegos Olímpicos de Helsinki 1952       | 38      | 0   | 0     | 1      | 1     | 40       |
| 16 | Juegos Olímpicos de Melbourne 1956      | 19      | 0   | 0     | 0      | 0     |          |
| 17 | Juegos Olímpicos de Roma 1960           | 17      | 0   | 0     | 1      | 1     | 41       |
| 18 | Juegos Olímpicos de Tokio 1964          | 16      | 0   | 0     | 0      | 0     |          |
| 19 | Juegos Olímpicos de México 1968         | 36      | 1   | 0     | 0      | 1     | 30       |
| 20 | Juegos Olímpicos de Múnich 1972         | 26      | 0   | 0     | 0      | 0     |          |
| 21 | Juegos Olímpicos de Montreal 1976       | 36      | 0   | 1     | 0      | 1     | 34       |
| 22 | Juegos Olímpicos de Moscú 1980          | 48      | 0   | 1     | 0      | 1     | 32       |
| 23 | Juegos Olímpicos de Los Ángeles 1984    | 26      | 0   | 0     | 3      | 3     | 41       |
| 24 | Juegos Olímpicos de Seúl 1988           | 18      | 0   | 0     | 0      | 0     |          |
| 25 | Juegos Olímpicos de Barcelona 1992      | 36      | 1   | 0     | 1      | 2     | 34       |
| 26 | Juegos Olímpicos de Atlanta 1996        | 39      | 0   | 0     | 0      | 0     |          |
| 27 | Juegos Olímpicos de Sídney 2000         | 51      | 0   | 0     | 0      | 0     |          |
| 28 | Juegos Olímpicos de Atenas 2004         | 48      | 0   | 0     | 2      | 2     | 68       |
| 29 | Juegos Olímpicos de Pekín 2008          | 110     | 0   | 0     | 1      | 1     | 82       |
| 30 | Juegos Olímpicos de Londres 2012        | 69      | 1   | 0     | 0      | 1     | 50       |
| 31 | Juegos Olímpicos de Río de Janeiro 2016 | 87      | 0   | 2     | 1      | 3     | 62       |
| 32 | Juegos Olímpicos de Tokio 2020          | 44      | 1   | 3     | 0      | 4     | 46       |

## Venezuela en los Juegos Panamericanos
Venezuela se ubica en el séptimo lugar en el medallero de los Juegos Panamericanos.

### Medallas
| Juegos              |    |     |     | Posición en el medallero           | Total |
| Buenos Aires 1951   | 0  | 1   | 1   | 11º de 16 lugares en el medallero  | 2     |
| México 1955         | 2  | 5   | 11  | 6º de 17 lugares en el medallero.  | 18    |
| Chicago 1959        | 1  | 7   | 7   | 10º de 18 lugares en el medallero. | 15    |
| São Paulo 1963      | 3  | 5   | 9   | 7º de 18 lugares en el medallero.  | 17    |
| Winnipeg 1967       | 1  | 4   | 6   | 8º de 21 lugares en el medallero.  | 11    |
| Cali 1971           | 2  | 3   | 4   | 10º de 21 lugares en el medallero  | 9     |
| México 1975         | 0  | 1   | 11  | 13º de 23 lugares en el medallero. | 12    |
| San Juan 1979       | 1  | 4   | 4   | 9º de 21 lugares en el medallero.  | 9     |
| Caracas 1983        | 12 | 26  | 35  | 5º de 21 lugares en el medallero.  | 73    |
| Indianápolis 1987   | 3  | 12  | 12  | 7º de 27 lugares en el medallero   | 27    |
| La Habana 1991      | 4  | 14  | 20  | 8º de 27 lugares en el medallero.  | 38    |
| Mar del Plata 1995  | 9  | 14  | 25  | 7 de 29 lugares en el medallero    | 48    |
| Winnipeg 1999       | 7  | 16  | 17  | 8º de 27 lugares en el medallero   | 40    |
| Santo Domingo 2003  | 16 | 21  | 27  | 6º de 30 lugares en el medallero   | 64    |
| Río de Janeiro 2007 | 12 | 23  | 35  | 7º de 32 lugares en el medallero   | 70    |
| Guadalajara 2011    | 11 | 26  | 33  | 8º de 29 lugares en el medallero   | 70    |
| Toronto 2015        | 8  | 22  | 20  | 8º de 28 lugares en el medallero   | 50    |
| Total               | 93 | 205 | 277 | 575                                | 573   |

## Venezuela en los Juegos Suramericanos
Venezuela se ubica en el tercer lugar en el medallero de los Juegos Suramericanos

### Medallas
| Año   | País                 | Sede         | Posición | Oro | Plata | Bronce | Total |
| ----- | -------------------- | ------------ | -------- | --- | ----- | ------ | ----- |
| 1978  | Bandera de Bolivia   | La Paz       |          | 0   | 0     | 0      | 0     |
| 1982  | Bandera de Argentina | Rosario      | 7/10     | 8   | 3     | 13     | 24    |
| 1986  | Bandera de Chile     | Santiago     | 9/10     | 0   | 1     | 1      | 2     |
| 1990  | Bandera de Perú      | Lima         | 5/10     | 27  | 22    | 15     | 64    |
| 1994  |                      | Valencia     | 2/14     | 76  | 65    | 65     | 206   |
| 1998  | Bandera de Ecuador   | Cuenca       | 4/14     | 50  | 47    | 29     | 126   |
| 2002  | Bandera de Brasil    | Brasil       | 2/14     | 97  | 70    | 64     | 231   |
| 2006  | Bandera de Argentina | Buenos Aires | 4/15     | 96  | 85    | 97     | 278   |
| 2010  | Bandera de Colombia  | Medellín     | 3/15     | 89  | 80    | 96     | 265   |
| 2014  | Bandera de Chile     | Santiago     | 3/14     | 47  | 40    | 63     | 150   |
| 2018  | Bandera de Bolivia   | Cochabamba   | 4/14     | 43  | 59    | 55     | 157   |
| 2022  | Bandera de Paraguay  | Asunción     | 4/14     | 31  | 43    | 57     | 131   |
| Total | Total                |              |          | 533 | 472   | 498    | 1503  |

## Venezuela en los Juegos Centroamericanos y del Caribe
Venezuela a pesar de haber albergado los juegos en 1959 y 1998 (Caracas y Maracaibo respectivamente) obtuvo su mejor participación en los XXI Juegos Centroamericanos y del Caribe Mayagüez 2010 obteniendo 114 preseas doradas.
| Año   | País                               | Sede                       | Posición     | Oro | Plata | Bronce | Total |
| ----- | ---------------------------------- | -------------------------- | ------------ | --- | ----- | ------ | ----- |
| 1926  | Bandera de México                  | Ciudad de México           | no participó | -   | -     | -      | -     |
| 1930  | Bandera de Cuba                    | La Habana                  | no participó | -   | -     | -      | -     |
| 1935  | Bandera de El Salvador             | San Salvador               | no participó | -   | -     | -      | -     |
| 1938  | Bandera de Panamá                  | Ciudad de Panamá           | 6/10         | 3   | 2     | 6      | 11    |
| 1946  | Bandera de Colombia                | Barranquilla               | 9/13         | 3   | 3     | 5      | 11    |
| 1950  | Bandera de Guatemala               | Ciudad de Guatemala        | no participó | -   | -     | -      | -     |
| 1954  | Bandera de México                  | Ciudad de México           | 3/11         | 14  | 18    | 21     | 53    |
| 1959  | Bandera de Venezuela               | Caracas                    | 2/12         | 35  | 31    | 34     | 100   |
| 1962  | Bandera de Jamaica                 | Kingston                   | 2/15         | 15  | 27    | 15     | 57    |
| 1966  | Bandera de Puerto Rico             | San Juan                   | 5/18         | 9   | 21    | 19     | 39    |
| 1970  | Bandera de Panamá                  | Ciudad de Panamá           | 6/21         | 5   | 12    | 14     | 31    |
| 1974  | Bandera de la República Dominicana | Santo Domingo              | 3/23         | 14  | 16    | 25     | 55    |
| 1978  | Bandera de Colombia                | Medellín                   | 6/21         | 5   | 20    | 31     | 51    |
| 1982  | Bandera de Cuba                    | La Habana                  | 3/22         | 19  | 39    | 54     | 112   |
| 1986  | Bandera de la República Dominicana | Santiago de los Caballeros | 3/26         | 18  | 42    | 60     | 120   |
| 1990  | Bandera de México                  | Ciudad de México           | 5/29         | 14  | 42    | 72     | 128   |
| 1993  | Bandera de Puerto Rico             | Ponce                      | 3/31         | 23  | 72    | 58     | 154   |
| 1998  | Bandera de Venezuela               | Maracaibo                  | 3/32         | 56  | 68    | 67     | 197   |
| 2002  | Bandera de El Salvador             | San Salvador               | 2/31         | 103 | 94    | 80     | 277   |
| 2006  | Bandera de Colombia                | Cartagena de Indias        | 4/32         | 49  | 90    | 124    | 263   |
| 2010  | Bandera de Puerto Rico             | Mayagüez                   | 2/31         | 114 | 104   | 104    | 322   |
| 2014  | Bandera de México                  | Veracruz                   | 4/31         | 56  | 79    | 110    | 245   |
| 2018  | Bandera de Colombia                | Barranquilla               | -/-          | -   | -     | -      | -     |
| 2022  | Bandera de Panamá                  | Ciudad de Panamá           | -/-          | -   | -     | -      | -     |
| Total | Total                              |                            |              | 564 | 782   | 918    | 2264  |

## Selecciones nacionales
- Selección de baloncesto de Venezuela
- Selección de balonmano de Venezuela
- Selección de béisbol de Venezuela
- Selección de fútbol de Venezuela
- Selección femenina de fútbol de Venezuela
- Selección de rugby de Venezuela
- Selección femenina de rugby 7 de Venezuela
- Equipo de Copa Davis de Venezuela
- Equipo de Fed Cup de Venezuela
- Selección de fútbol de salón de Venezuela
- Selección de fútbol sala de Venezuela